# شهرستان سنت لوئیس (مینه‌سوتا)
شهرستان سنت لوئیس، مینه‌سوتا (به انگلیسی: St. Louis County, Minnesota) شهرستانی در ایالت مینه‌سوتا در کشور ایالات متحده آمریکا است. مرکز این شهرستان شهر دلوث، مینه‌سوتا می‌باشد. این شهرستان بزرگترین شهرستان ایالت مینه‌سوتا از نظر مساحت می‌باشد و دارای رتبه دوم مساحتی در بین شهرستان‌های ایالات متحده می‌باشد. صنایع مهم این شهرستان شامل توریسم٬ خمیر کاغذ، و استخراج سنگ معدن آهن از معادن سطحی می‌باشند.